# Inter Graves
 Inter Graves è un'enciclica di papa Leone XIII, datata 1º maggio 1894, scritta all'Episcopato del Perù circa la situazione della Chiesa peruviana.